# Olympische Winterspiele 2022/Teilnehmer (Kroatien)
| Gelbes Symbol für Goldmedaillen mit stilisierten Olympischen Ringen | Graues Symbol für Silbermedaillen mit stilisierten Olympischen Ringen | Braundes Symbol für Bronzemedaillen mit stilisierten Olympischen Ringen |
| ------------------------------------------------------------------- | --------------------------------------------------------------------- | ----------------------------------------------------------------------- |
| —                                                                   | —                                                                     | —                                                                       |

Kroatien nahm an den Olympischen Winterspielen 2022 in Peking teil. Es war die neunte Teilnahme des Landes an Olympischen Winterspielen. Elf Sportler, darunter sieben Athletinnen und vier Athleten, wurden nominiert. Leona Popović und Marko Skender wurden als Fahnenträger ausgewählt.

## Teilnehmer nach Sportarten

### Shorttrack
| Athlet          | Wettbewerb | Vorlauf  | Vorlauf | Viertelfinale | Viertelfinale | Halbfinale    | Halbfinale    | Finale        | Finale        | Rang |
| Athlet          | Wettbewerb | Zeit     | Rang    | Zeit          | Rang          | Zeit          | Rang          | Zeit          | Rang          | Rang |
| --------------- | ---------- | -------- | ------- | ------------- | ------------- | ------------- | ------------- | ------------- | ------------- | ---- |
| Frauen          |            |          |         |               |               |               |               |               |               |      |
| Valentina Aščić | 500 m      | 44,681 s | 3       | ausgeschieden | ausgeschieden | ausgeschieden | ausgeschieden | ausgeschieden | ausgeschieden | 23   |
| Valentina Aščić | 1500 m     | —        | —       | 2:21,456 min  | 5             | ausgeschieden | ausgeschieden | ausgeschieden | ausgeschieden | 26   |

### Ski Alpin
| Athleten      | Wettbewerbe  | 1. Lauf     | 1. Lauf | 2. Lauf       | 2. Lauf       | Gesamt        | Gesamt        |
| Athleten      | Wettbewerbe  | Zeit        | Rang    | Zeit          | Rang          | Zeit          | Rang          |
| ------------- | ------------ | ----------- | ------- | ------------- | ------------- | ------------- | ------------- |
| Frauen        |              |             |         |               |               |               |               |
| Andrea Komšić | Riesenslalom | DNS         | DNS     | DNS           | DNS           | DNS           | DNS           |
| Andrea Komšić | Slalom       | DNF         | DNF     | ausgeschieden | ausgeschieden | ausgeschieden | ausgeschieden |
| Zrinka Ljutić | Riesenslalom | 1:02,50 min | 35      | 1:01,27 min   | 27            | 2:03,77 min   | 28            |
| Zrinka Ljutić | Slalom       | 55,03 s     | 26      | 53,88 s       | 23            | 1:48,91 min   | 25            |
| Leona Popović | Slalom       | 55,31 s     | 30      | 53,12 s       | 12            | 1:48,43 min   | 23            |
| Männer        |              |             |         |               |               |               |               |
| Samuel Kolega | Riesenslalom | 1:06,53 min | 24      | 1:10,75 min   | 23            | 2:17,28 min   | 21            |
| Samuel Kolega | Slalom       | 55,54 s     | 18      | 50,42 s       | 6             | 1:45,96 min   | 15            |
| Matej Vidović | Slalom       | 56,57 s     | 26      | 50,79 s       | 14            | 1:47,36 min   | 20            |
| Filip Zubčić  | Riesenslalom | 1:04,69 min | 15      | 1:07,40 min   | 9             | 2:12,09 min   | 10            |
| Filip Zubčić  | Slalom       | 55,79 s     | 21      | 50,89 s       | 17            | 1:46,68 min   | 18            |

### Skilanglauf
| Athleten      | Wettbewerbe       | Zeit        | Rang |
| ------------- | ----------------- | ----------- | ---- |
| Frauen        |                   |             |      |
| Tena Hadžić   | 10 km Klassisch   | 36:27,5 min | 83   |
| Vedrana Malec | 10 km Klassisch   | 34:31,6 min | 73   |
| Vedrana Malec | 30 km Freier Stil | 1:41:18,6 h | 52   |
| Männer        |                   |             |      |
| Marko Skender | 15 km Klassisch   | 48:30,8 min | 85   |
| Marko Skender | 50 km Freier Stil | 1:30:34,5 h | 57   |

| Athleten                  | Wettbewerbe | Qualifikation | Qualifikation | Viertelfinale | Viertelfinale | Halbfinale    | Halbfinale    | Finale        | Finale        | Rang |
| Athleten                  | Wettbewerbe | Zeit          | Rang          | Zeit          | Rang          | Zeit          | Rang          | Zeit          | Rang          | Rang |
| ------------------------- | ----------- | ------------- | ------------- | ------------- | ------------- | ------------- | ------------- | ------------- | ------------- | ---- |
| Frauen                    |             |               |               |               |               |               |               |               |               |      |
| Tena Hadžić               | Sprint      | 3:45,60 min   | 71            | ausgeschieden | ausgeschieden | ausgeschieden | ausgeschieden | ausgeschieden | ausgeschieden | 71   |
| Vedrana Malec             | Sprint      | 3:33,12 min   | 53            | ausgeschieden | ausgeschieden | ausgeschieden | ausgeschieden | ausgeschieden | ausgeschieden | 53   |
| Tena Hadžić Vedrana Malec | Team-Sprint | —             | —             | —             | —             | 26:29,23 min  | 10            | ausgeschieden | ausgeschieden | 20   |
| Männer                    |             |               |               |               |               |               |               |               |               |      |
| Marko Skender             | Sprint      | 3:06,86 min   | 69            | ausgeschieden | ausgeschieden | ausgeschieden | ausgeschieden | ausgeschieden | ausgeschieden | 69   |

### Snowboard
| Athleten    | Wettbewerbe | Qualifikation | Qualifikation | Finale        | Finale        | Rang |
| Athleten    | Wettbewerbe | Punkte        | Rang          | Punkte        | Rang          | Rang |
| ----------- | ----------- | ------------- | ------------- | ------------- | ------------- | ---- |
| Frauen      |             |               |               |               |               |      |
| Lea Jugovac | Big Air     | 24,25         | 28            | ausgeschieden | ausgeschieden | 28   |
| Lea Jugovac | Slopestyle  | DNS           | DNS           | DNS           | DNS           | DNS  |